# Hashir
Hashir est un cratère d'impact de 16 km de diamètre situé sur Mars dans le quadrangle de Syrtis Major par 3,2° N et 85,0° E à l'ouest de Libya Montes au sud d'Isidis Planitia.